# Marija Nazarivna Jaremcsuk
Marija Nazarivna Jaremcsuk (ukránul: Марія Назарівна Яремчук; Csernyivci, 1993. március 2. -) ukrán popénekes. Ő képviselte Ukrajnát a 2014-es Eurovíziós Dalfesztiválon, Koppenhágában.

## Életrajz
1993. március 2-án született Csernyivciben Nazarij Jaremcsuk színész lányaként. Marija még csak kétéves volt, mikor édesapja meghalt gyomorrákban. Három féltestvére van: Vira édesanyja első házasságából származik, apja részéről pedig két fiútestvére van, Dmitro és Nazarov.
Marija apolitikusnak vallja magát, de 2013 decemberében kijelentette, hogy “a választásokon, erkölcsileg és énekesként” a Régiók Pártját támogatja.

## Zenei karrier

### 2012:Voice of the Countryés New Wave 2012
Marija döntőse volt a Voice of the Country című tévéműsornak. 2012-ben Ukrajnát képviselte a fiatal énekesek nemzetközi versenyén, a New Wave-en, ahol harmadik helyezést ért el. Ezen kívül részt vett a 2013-as Eurovíziós Dalfesztivál ukrán nemzeti döntőjén, ahol Imagine című dalával az ötödik helyen végzett.

### 2013–napjainkig: 2014-es Eurovíziós Dalfesztivál
2013. december 21-én Marija megnyerte az ukrán nemzeti döntőt Tick-Tock című dalával. Ezzel kivívta a jogot Ukrajna képviseletére a 2014-es Eurovíziós Dalversenyen, Koppenhágában. 2014. május 10-én, a dalfesztivál döntőjében a 6. helyezést érte el.

## Diszkográfia

### Kislemezek
| Év   | Cím           | Legmagasabb helyezés | Album |
| Év   | Cím           | UK                   | Album |
| ---- | ------------- | -------------------- | ----- |
| 2012 | Со мной опять | —                    | N/A   |
| 2013 | Тебе я знайду | —                    | N/A   |
| 2013 | Tick-Tock     | 190                  | N/A   |

## Fordítás
Ez a szócikk részben vagy egészben  a   Mariya Yaremchuk című angol Wikipédia-szócikk fordításán alapul.  Az eredeti cikk szerkesztőit annak laptörténete sorolja fel. Ez a jelzés csupán a megfogalmazás eredetét és a szerzői jogokat jelzi, nem szolgál a cikkben szereplő információk forrásmegjelöléseként.